# Players, les maîtres du jeu
Pour les articles homonymes, voir Player.
Players, les maîtres du jeu (Players) est une série télévisée américaine en 18 épisodes de 44 minutes, créée par Reggie Rock Bythewood, Shaun Cassidy, Ice-T et Dick Wolf et diffusée entre le 17 octobre 1997 et le 17 avril 1998 sur le réseau NBC.
En France, la série a été diffusée entre le 9 mai et le 5 septembre 1998 sur M6 dans le cadre de La Trilogie du Samedi. Rediffusion sur 13e rue en 2005 et sur France 4 à l'été 2008.
La principale caractéristique de la série est que chaque épisode se termine par un Retournement final, le téléspectateur étant manipulé par le montage laissant croire à une autre fin.

## Synopsis
Trois escrocs de haut-vol, Ice, Alphonse et Charlie, sont arrêtés par la police qui leur propose de mettre leurs talents au service du FBI. Étroitement encadrés par l'agent Christine Kowalski, les trois compères se lancent dans des missions délicates.

## Distribution
- Ice-T (VF : Thierry Desroses) : Isaac « Ice » Gregory
- Costas Mandylor (VF : Christian Visine) : Alphonse Royo
- Frank John Hughes (VF : Thierry Wermuth) : Charles « Charlie » O'Bannon
- Mia Korf (en) (VF : Isabelle Ganz) : Agent Christine Kowalski

Sources V. F. : Doublage Séries Database

## Épisodes
| N° | #  | Titre                                  | Réalisation           | Première diffusion                                    |
| --- | -- | -------------------------------------- | --------------------- | ----------------------------------------------------- |
| 01 | 01 | Du travail de pro Pilot                |                       | États-Unis : 17 octobre 1997 France : 9 mai 1998      |
| Trois ex-détenus acceptent de collaborer pour le FBI en échange de leur liberté. Alors qu'ils mettent la main sur deux policiers véreux, ils arrivent en retard à l'enterrement de Jack Barnel, initiateur avec l'argent Maddox du projet de les engager. Désormais, ils auront à faire avec Mr Keith, qui leur confie une nouvelle mission. |    |                                        |                       |                                                       |
| 02 | 02 | Première mission Con Law               | Jace Alexander        | États-Unis : 24 octobre 1997 France : 16 mai 1998     |
| Ice, Alphonse et Charlie se rendent à Los Angeles pour effectuer une nouvelle mission. Cependant, dès leur arrivée, Ice se fait arrêter par l'agent du FBI Christine Kowalski pour détention d'héroïne... Lors de l'interrogatoire, la jeune femme lui révèle secrètement qu'elle est leur contact et lui demande d'enquêter sur les agissements malhonnêtes d'un avocat de la défense, Marcus Flint. |    |                                        |                       |                                                       |
| 03 | 03 | Sur scène In Concert                   | Allan Arkush          | États-Unis : 31 octobre 1997 France : 23 mai 1998     |
| D'après les révélations d'un escroc bien connu des services de police, Eddie "la puce", les patrons de la maison de disques Scorpio Records seraient impliqués dans une affaire de détournement de fonds. Le trafic porterait sur les royalties que devraient toucher les artistes de la maison. Del Cavanaugh, qui dirige Scorpio Records, est le principal suspect. Ice et ses acolytes se chargent de l'enquête. Ils se rendent dans un célèbre country bar où Sarah, la nouvelle fiancée de Del Cavanaugh, se produit. |    |                                        |                       |                                                       |
| 04 | 04 | Faux ce qu'il... faux Con Artist       | Jim Charleston        | États-Unis : 7 novembre 1997 France : 30 mai 1998     |
| Impressionné par l'habileté d'Ice à contourner les systèmes de sécurité, Edward Micah, propriétaire d'une galerie d'art, lui propose 50 000 $ pour dérober une œuvre dans un musée. Christine découvre les intentions des Players pour arrêter Micah. Hésitante, elle finit par accepter lorsque Ice lui explique comment il compte substituer le tableau par un faux. |    |                                        |                       |                                                       |
| 05 | 05 | Du grand sport Contact Sport           | Michael Lange         | États-Unis : 14 novembre 1997 France : 6 juin 1998    |
| Charlie rencontre l'intermédiaire d'un faussaire qui accepte de la conduire à son patron. Pris en filature par Ice et Alphonse, ce dernier fait tout échouer en secourant un automobiliste agressé. Témoin de la scène, le faussaire éjecte Charlie de sa voiture et prend la fuite. |    |                                        |                       |                                                       |
| 06 | 06 | La Reine de l'arnaque Con Amore        | James Quinn           | États-Unis : 21 novembre 1997 France : 13 juin 1998   |
| Ice a rendez-vous dans une gare avec un marchand d'armes pour acheter le missile Sting. Lors de l'échange, deux passants gênent la transaction des clés de consigne... Ice reconnaît Laura, une ancienne petite amie et comprend qu'il vient de se faire arnaquer. Les Players semblent avoir affaire à plus fort qu'eux. |    |                                        |                       |                                                       |
| 07 | 07 | Pris en flagrant délit Rashocon        | Joseph L. Scanlan     | États-Unis : 5 décembre 1997 France : 20 juin 1998    |
| Chris aimerait mettre la main sur Axel Duchek, un cambrioleur international très recherché, connu pour employer de petits malfaiteurs. Les Players mettent un plan au point afin d'être en contact avec ce dernier et décident de s'attaquer à un camion blindé. |    |                                        |                       |                                                       |
| 08 | 08 | Un poker de haute volée Three of a Con | Michael Vittes        | États-Unis : 12 décembre 1997 France : 27 juin 1998   |
| L'embrouille quand Ice découvre que sa tante Florence a été expulsée après avoir été dépouillée de quelques milliers de dollars. L'escroc en question, Quentin Berkeley, bien connu des services de police, avait déjà détourné 97 millions de dollars. Nos trois héros décident de le piéger en organisant un poker de haute volée. Ils mettent en place leur plan d'attaque quand des évènements impromptus surviennent.                                                                                                 |    |                                        |                       |                                                       |
| 09 | 09 | Père, impair et passe Mint Condition   | Jace Alexander        | États-Unis : 2 janvier 1998 France : 4 juillet 1998   |
| Pour attraper un boss de la Mafia, les Players vont élaborer une stratégie redoutable : utiliser une fausse carte de baseball. |    |                                        |                       |                                                       |
| 10 | 10 | Un homme de confiance Confidence Man   | Frederick King Keller | États-Unis : 9 janvier 1998 France : 11 juillet 1998  |
| Les Players soupçonnent un multimillionnaire de détourner des fonds et d'être à l'origine de plusieurs décès suspects |    |                                        |                       |                                                       |
| 11 | 11 | Une affaire juteuse Con-traband        | Richard Compton       | États-Unis : 16 janvier 1998 France : 18 juillet 1998 |
| Un contrebandier d'armes inverse la donne lorsqu'il se met à traquer Ice. |    |                                        |                       |                                                       |
| 12 | 12 | Victimes de la mode Con-tinental       | Richard Compton       | États-Unis : 6 mars 1998 France : 25 juillet 1998     |
| Alors que les Players veulent arrêter un contrebandier de bijoux de mode, Ice s'éprend d'une belle top-model. |    |                                        |                       |                                                       |
| 13 | 13 | Le Témoin clé Wrath of Con             | Jef Levy              | États-Unis : 13 mars 1998 France : 1er août 1998      |
| Daggett, un criminel reconnu coupable après le témoignage de Vanessa Evans, s'évade de prison. Lorsque Vanessa rentre dans son appartement elle tombe nez à nez avec un étranger. Paniquée, elle découvre que l'importun n'est en fait que Ice-T, son nouvel ange gardien. |    |                                        |                       |                                                       |
| 14 | 14 | La Guerre des nerfs Con-strained       | Richard Compton       | États-Unis : 20 mars 1998 France : 8 août 1998        |
| Les Players suivent Joseph Mayhew, un homme d'affaires impliqué dans une affaire de blanchiment d'argent, alors qu'il va chercher son fils Eric à l'école. Une voiture s'arrête soudainement sur le bas-côté et kidnappe le jeune garçon, avant de prendre la fuite. |    |                                        |                       |                                                       |
| 15 | 15 | Conspirations Con-spiracy              | Greg Yaitanes         | États-Unis : 27 mars 1998 France : 15 août 1998       |
| Les Players sont confrontés à la mafia, à un agent corrompu du FBI et un Alphonse mourant. |    |                                        |                       |                                                       |
| 16 | 16 | Contamination Con-tamination           | Greg Yaitanes         | États-Unis : 3 avril 1998 France : 22 août 1998       |
| Les Players sont bloqués par un terroriste qui a construit une arme biologique. |    |                                        |                       |                                                       |
| 17 | 17 | Un logiciel très convoité Con-undrum   | Joseph L. Scanlan     | États-Unis : 10 avril 1998 France : 29 août 1998      |
| Barry et Sara se promènent en amoureux lorsque Barry est assassiné. Les Players découvrent finalement qu'il n'a pas été tué pour sa voiture, mais pour un motif caché. En effet, étudiant surdoué, Barry a développé un nouveau logiciel sur internet qui semble intéresser les meurtriers. |    |                                        |                       |                                                       |
| 18 | 18 | Liberté conditionnelle Con-Vivants     | Richard Compton       | États-Unis : 17 avril 1998 France : 5 septembre 1998  |
| Les Players sont une fois de plus arrêtés, après avoir fait rater une opération délicate. Frustrée par leur incompétence, Chris décide de leur rendre leur liberté. Exaltés par la joie de retrouver New-York, nos trois compères se promettent de rester en contact et se séparent pour reprendre leur vie. |    |                                        |                       |                                                       |